# Hank Moody
Pour les articles homonymes, voir Moody.

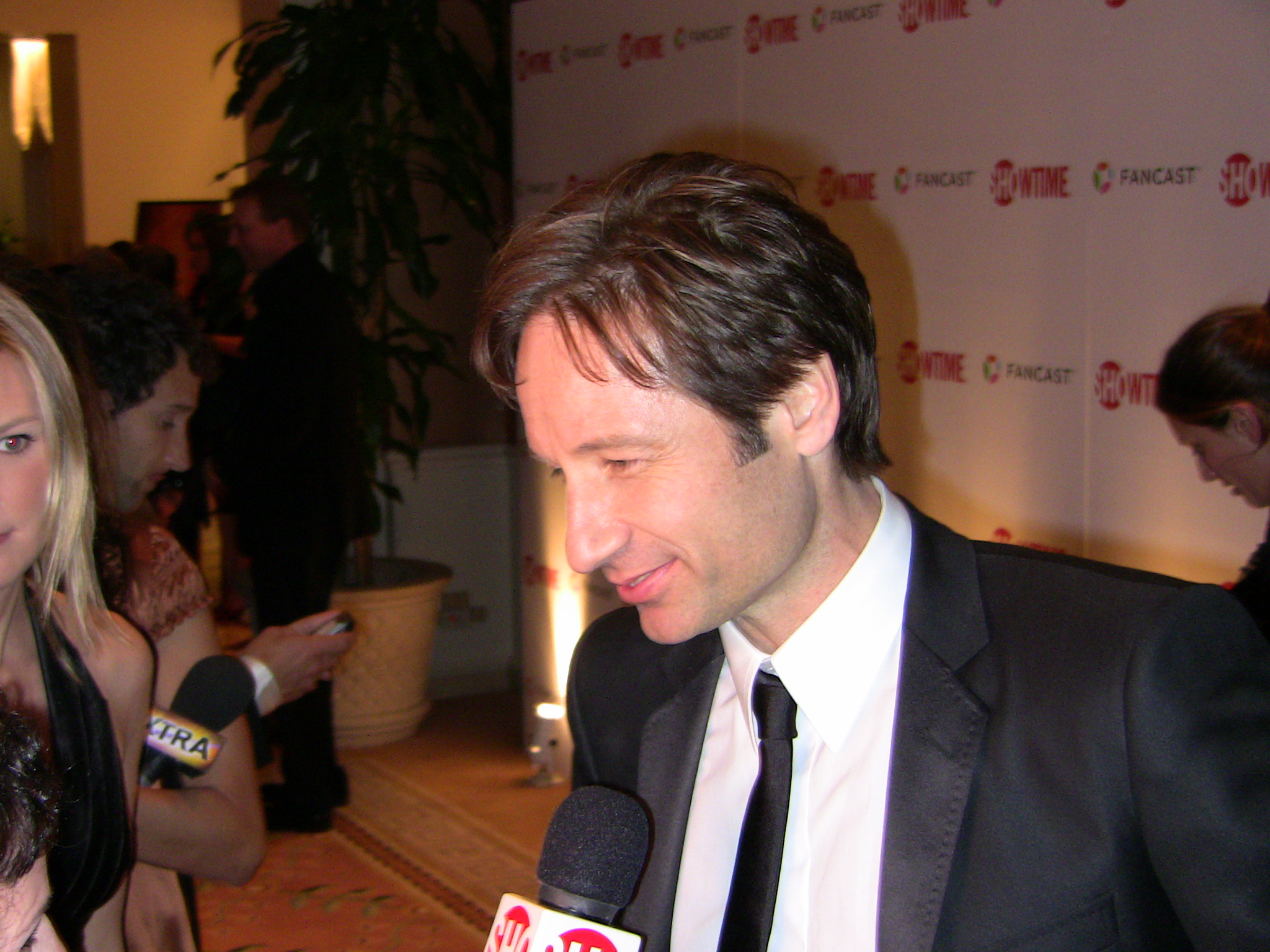

Henry James Moody III, mieux connu sous le nom de Hank Moody, est le personnage fictif central de la série télévisée Californication. Joué par David Duchovny, Moody est un écrivain et séducteur new-yorkais. Cet homme est à la fois mystérieux et attachant, son personnage est largement inspiré par les écrivains Charles Bukowski[réf. souhaitée] ou Rick Moody. Hank mène à Los Angeles une vie romanesque et chaotique, tiraillé entre les plaisirs de la vie (drogue, alcool et sexe) et l'amour inconditionnel qu'il éprouve pour sa fille Becca et son ex-compagne Karen. De ce fait il se retrouve souvent dans d'incroyables situations, ce qui nuit à sa vie familiale et réduit peu à peu ses espoirs de reconquérir cette dernière.
Tous les livres de Hank portent le nom d'un album du groupe américain Slayer : South of Heaven, Seasons in the Abyss et God Hates Us All. Jusqu'à la fin de la saison 4, Hank Moody conduit une Porsche 911 (964) noire Carrera Cabriolet 1990 dont le phare avant droit est cassé.

## Biographie fictive

### Saison 1
Moody est en panne d'inspiration depuis sa séparation avec sa femme, qui vit désormais avec sa fille chez un autre homme. Dépressif, Hank désespère également devant le succès de la minable adaptation de son dernier roman God Hates Us All, il en veut personnellement au réalisateur Todd Carr. Le futur mari de Karen, Bill, lui propose de devenir rédacteur pour un blog, Hank accepte à contrecœur mais doit montrer une bonne image de lui à sa fille. Il apprend plus tard le décès de son père, Karen court à sa rescousse. Tout change pour Hank qui retrouve la motivation et s'inspire de la relation sexuelle avec Mia, la fille de Bill âgée de seize ans. Moody demande à son ex-compagne de lire son œuvre, cependant Mia l'intercepte et se l’approprie. Bloqué par la situation, Hank choisit de ne rien dire, autrement il peut être accusé de viol sur mineur. Enfin, il met tout en œuvre pour reconquérir l'amour de sa vie, mais Karen refuse et demande qu'il respecte sa décision. Ne pouvant pas s'opposer à la volonté de Karen, Moody assiste tout de même à la cérémonie de son mariage, sans trop d'espoir. Seulement, Karen saute in extremis dans la Porsche de Hank et file avec lui.

### Saison 2
Redevenu un couple après l'envolée romantique de Karen, Hank accepte de faire une vasectomie pour montrer son engagement. Cependant, à une soirée, il refait involontairement des siennes et déçoit Karen. Souhaitant se racheter, Hank demande Karen en mariage mais lors d'un dîner, il apprend qu'il est le père d'un futur enfant, la mère étant Sonia, une amie de Karen. Cette dernière refuse logiquement de ne pas épouser son futur ex-compagnon, qui quitte le domicile familial. Il vit désormais chez une ancienne rock star, Lew Ashby, qu'il a rencontré en prison. Il lui propose d'écrire sa biographie, Hank enquête donc sur la vie de débauché de Lew Ashby et d'une mystérieuse femme, Janie Jones. Lors d'une nouvelle soirée chez Lew Ashby, Hank convie Janie qui vient à sa grande surprise. Il prévient Ashby mais celui-ci décède d'une overdose juste avant de la revoir. Le même soir, Becca constate de ses propres yeux l'infidélité de son petit ami, Hank veut recoller les morceaux. Enfin, l'accouchement de Sonia devient imminent et il s'avère que le bébé est noir. Plus besoin de test de paternité pour Hank qui revient dans la grâce de Karen, cette dernière lui propose qu'ils quittent Los Angeles pour New York. Néanmoins, Hank comprend qu'il est prêt à tout pour Becca, il décide de rester pour elle.

### Saison 3
Karen quitte Los Angeles pour des raisons professionnelles alors que Hank décide de rester pour sa fille. Il redevient dans les faits un père célibataire et il enseigne désormais les lettres modernes à l'université. Dès lors, il entretient des relations avec trois femmes, une étudiante strip-teaseuse, une doctorante et la femme du doyen, liaison qu'il n'arrive pas à interrompre. Karen témoigne son impatience face à la nonchalance de Hank mais projette malgré tout de rentrer avec lui à New York à condition qu'il trouve une solution. Quant à Becca, elle juge le comportement de son père odieux. Alors que la situation se complique, Hank est rattrapé par ses démons lors du retour de Mia et de son étrange petit ami. Ce dernier a auparavant appris la relation sexuelle entre Mia, encore mineure à l'époque, et Hank. À l'issue d'une conversation, le petit ami de Mia et Hank se battent violemment. Dénoncé à la police, Hank n'a plus d'autre choix que d'annoncer ce qu'il a fait à Karen. Il est arrêté avant même d'avoir pu se justifier.

### Saison 4
Suspecté d'avoir violé une mineure, Hank est relâché sous caution grâce à Charlie. Depuis ce triste évènement, Karen et Becca ne veulent plus lui adresser la parole. Pendant ce temps, Charlie revient chez UTK avec pour projet d'adapter le dernier livre de Hank Fucking & Punching, volé auparavant par Mia. Pour ce faire, Hank rencontre les acteurs Sasha Bingham et Eddie Nero, qui vont le mettre tous deux dans une situation compromettante. Vivant difficilement l'ignorance de sa famille, Hank termine à l'hôpital et Karen croit qu'il a manqué de se suicider. Face à la supercherie, Karen explose de colère et demande à son ex-compagnon de quitter pour toujours les lieux. Prenant une chambre d'hôtel, le romancier se résigne pour le coup à composer le scénario du film en projet. Plus tard, le procès entre l’État de Californie et Hank Moody entre en scène. Il est accusé de viol sur mineur et condamné à un sursis de trois ans, à une amende et à du travail d'intérêt général. La clémence du tribunal surprend tout le monde, Hank le premier qui peut désormais se concentrer sur la réalisation du film sur sa vie.

### Saison 5
Après avoir passé trois ans à New York, Hank rompt avec sa copine Carrie, qui va mettre plus tard le feu à son appartement. L'écrivain revient à Los Angeles à la suite d'un coup de fil de Charlie qui lui propose aussitôt une offre professionnelle. Pendant le vol, il fait la connaissance d'une jeune femme avec qui il a une relation charnelle. Il rencontre Samouraï Apocalypse, une star du hip-hop, décidé à engager un écrivain pour retranscrire sa vie sur écran. Peu motivé, Hank se met à la tâche mais il découvre que la femme du rappeur est celle qu'il a rencontrée dans l'avion et se prénomme Kali. D'ores et déjà englouti dans une situation compromettante, Moody revoit Karen, son nouveau mari Richard Bates, Becca et son petit ami Tyler. Il se trouve que Tyler a la même personnalité que Hank lorsqu'il était plus jeune, c'est pourquoi le romancier ne l'apprécie guère. Par la suite, il comprend rapidement que Tyler est loin d'être le parfait petit ami fidèle, il lui demande d'arrêter de faire souffrir sa fille. Pendant ce temps, Karen a de plus en plus de mal à gérer l'alcoolisme de son mari et apprécie les efforts de Hank qui veut la protéger. Richard Bates finit par admettre qu'il ne peut plus vivre une vie de sobriété, il laisse Hank reprendre le flambeau...